# Marcin Gąsior
Stanisław Marcin Gąsior (ur. 10 listopada 1942, zm. 23 lutego 2021 w Wieluniu) – polski archeolog, wieloletni dyrektor Muzeum w Piotrkowie Trybunalskim.

## Życiorys
Urodził się na Kielecczyźnie. 
Po ukończeniu Technikum Geologicznego w Kielcach rozpoczął studia archeologiczne na Wydziale Filozoficzno-Historycznym Uniwersytetu Łódzkiego. Następnie pracował w Muzeum w Tomaszowie Mazowieckim. W 1975 roku został dyrektorem Muzeum Okręgowego w Piotrkowie Trybunalskim, funkcję tę pełnił do 2009 roku. W latach 1990–1994 zasiadał w radzie miasta Piotrkowa Trybunalskiego. Autor szeregu prac naukowych z zakresu archeologii, historii, sztuki, kultury regionu i muzealnictwa. 
Pod koniec życia zamieszkał w Wieluniu, został pochowany na tamtejszym cmentarzu parafialnym. 

## Odznaczenia i wyróżnienia
Został odznaczony m.in. Złotym i Brązowym Krzyżem Zasługi, Złotym Medalem Opiekuna Miejsc Pamięci Narodowej, odznaką „Za zasługi dla Województwa Piotrkowskiego”, odznaką „Zasłużony Działacz Kultury”, złotą odznaką „Za opiekę nad zabytkami”, Odznaką Honorową za Zasługi dla Archiwistyki, złotą i srebrną odznaką Towarzystwa Wiedzy Powszechnej, Medalem za Zasługi dla Towarzystwa Wiedzy Powszechnej, złotym i srebrnym Medalem 400-lecia Trybunału Koronnego, Medalem Andrzeja Frycza Modrzewskiego oraz Złotą Wieżą Trybunalską.
W 2017 roku nadano mu tytułu Honorowego Obywatela Miasta Piotrkowa Trybunalskiego.